# Chelsea FC 2024/2025
Tento článek se podrobně zabývá událostmi ve fotbalovém klubu Chelsea FC v období sezony 2024/2025 a jeho působení v Premier League, FA Cupu, EFL, Konferenční lize UEFA a Mistrovství světa ve fotbale klubů. Pro Chelsea se jedná o 119. sezonu v historii klubu.

## Realizační tým
| Post                      | Jméno                |
| ------------------------- | -------------------- |
| Hlavní trenér             | Enzo Maresca         |
| Asistent hlavního trenéra | Willy Caballero      |
| Trenéři prvního týmu      | Roberto Vitiello     |
| Trenéři prvního týmu      | Danny Walker         |
| Trenéři gólmanů           | Michele De Bernardin |
| Asistent trenéra gólmanů  | James Russell        |
| Fitness trenér            | Marcos Alvarez       |
| Technický analysta        | Bernardo Cueva       |
| Zápasový analytik         | Javi Molina          |

## Soupiska

### První tým
Aktuální k datu 15. ledna 2025.
| Číslo     | Hráč                     | Nár.        | Pozice   | Datum narození a věk        | Od roku  | Smlouva do | Zápasy   | Góly     |
| Brankáři  | Brankáři                 | Brankáři    | Brankáři | Brankáři                    | Brankáři | Brankáři   | Brankáři | Brankáři |
| --------- | ------------------------ | ----------- | -------- | --------------------------- | -------- | ---------- | -------- | -------- |
| 1         | Robert Sánchez           | Španělsko   | BR       | 18. listopadu 1997 (27 let) | 2023     | 2030       | 40       | 0        |
| 12        | Filip Jörgensen          | Dánsko      | BR       | 16. dubna 2002 (22 let)     | 2024     | 2031       | 13       | 0        |
| 13        | Marcus Bettinelli        | Anglie      | BR       | 24. května 1992 (32 let)    | 2021     | 2026       | 1        | 0        |
| 47        | Lucas Bergström          | Finsko      | BR       | 5. září 2002 (22 let)       | 2022     | 2025       | 0        | 0        |
| Obránci   |                          |             |          |                             |          |            |          |          |
| 2         | Axel Disasi              | Francie     | SO       | 11. března 1998 (27 let)    | 2023     | 2029       | 60       | 5        |
| 3         | Marc Cucurella           | Španělsko   | LO / SO  | 22. července 1998 (26 let)  | 2022     | 2028       | 82       | 3        |
| 4         | Tosin Adarabioyo         | Anglie      | SO       | 24. září 1997 (27 let)      | 2024     | 2028       | 18       | 3        |
| 5         | Benoît Badiashile        | Francie     | SO       | 26. března 2001 (23 let)    | 2023     | 2030       | 45       | 2        |
| 6         | Levi Colwill             | Anglie      | SO       | 26. února 2003 (22 let)     | 2021     | 2029       | 52       | 1        |
| 21        | Ben Chilwell             | Anglie      | LO       | 21. prosince 1996 (28 let)  | 2020     | 2027       | 107      | 9        |
| 23        | Trevoh Chalobah          | Anglie      | LO       | 5. července 1999 (25 let)   | 2018     | 2028       | 80       | 5        |
| 24        | Reece James (kapitán)    | Anglie      | PO / SO  | 8. prosince 1999 (25 let)   | 2018     | 2028       | 164      | 12       |
| 27        | Malo Gusto               | Francie     | PO       | 19. května 2003 (21 let)    | 2023     | 2030       | 57       | 0        |
| 29        | Wesley Fofana            | Francie     | SO       | 17. prosince 2000 (24 let)  | 2022     | 2029       | 32       | 2        |
| 34        | Josh Acheampong          | Anglie      | PO / SO  | 5. května 2006 (18 let)     | 2024     | 2026       | 6        | 0        |
| 40        | Renato Veiga             | Portugalsko | LO / DZ  | 29. července 2003 (21 let)  | 2024     | 2031       | 18       | 2        |
| 59        | Harrison Murray-Campbell | Portugalsko | SO       | 4. srpna 2006 (18 let)      | 2024     | 2026       | 1        | 0        |
|           | Aaron Anselmino          | Argentina   | SO       | 29. dubna 2005 (19 let)     | 2024     | 2031       | 0        | 0        |
| Záložníci |                          |             |          |                             |          |            |          |          |
| 8         | Enzo Fernández           | Argentina   | SZ / DZ  | 17. ledna 2001 (24 let)     | 2023     | 2031       | 87       | 10       |
| 14        | João Félix               | Portugalsko | SÚ / LK  | 10. listopadu 1999 (25 let) | 2024     | 2031       | 39       | 11       |
| 17        | Carney Chukwuemeka       | Anglie      | SZ / OZ  | 20. října 2003 (21 let)     | 2022     | 2028       | 32       | 2        |
| 20        | Cole Palmer              | Anglie      | OZ / PK  | 6. května 2002 (22 let)     | 2023     | 2033       | 68       | 39       |
| 22        | Kiernan Dewsbury-Hall    | Anglie      | SZ       | 6. září 1998 (26 let)       | 2024     | 2029       | 15       | 2        |
| 25        | Moisés Caicedo           | Ekvádor     | DZ       | 2. listopadu 2001 (23 let)  | 2023     | 2031       | 71       | 2        |
| 31        | Cesare Casadei           | Itálie      | SZ       | 10. ledna 2003 (22 let)     | 2023     | 2028       | 17       | 0        |
| 33        | Kiano Dyer               | Anglie      | SZ       | 12. listopadu 2006 (18 let) | 2024     | 2026       | 1        | 0        |
| 37        | Omari Kellyman           | Anglie      | OZ       | 15. září 2005 (19 let)      | 2014     | 2030       | 0        | 0        |
| 43        | Harvey Vale              | Anglie      | OZ       | 11. září 2003 (21 let)      | 2021     | 2025       | 7        | 0        |
| 45        | Roméo Lavia              | Belgie      | DZ       | 6. ledna 2004 (21 let)      | 2023     | 2030       | 13       | 0        |
| 51        | Samuel Rak-Sakyi         | Anglie      | SZ       | 27. března 2005 (19 let)    | 2024     | 2026       | 4        | 0        |
| Útočníci  |                          |             |          |                             |          |            |          |          |
| 7         | Pedro Neto               | Portugalsko | LK / PK  | 9. března 2000 (25 let)     | 2024     | 2031       | 24       | 3        |
| 10        | Mychajlo Mudryk          | Ukrajina    | LK / OZ  | 5. ledna 2001 (24 let)      | 2023     | 2031       | 73       | 10       |
| 11        | Noni Madueke             | Anglie      | PK / SÚ  | 10. března 2002 (23 let)    | 2023     | 2030       | 69       | 15       |
| 15        | Nicolas Jackson          | Senegal     | SÚ       | 20. června 2001 (23 let)    | 2023     | 2031       | 65       | 26       |
| 18        | Christopher Nkunku       | Francie     | OZ / LK  | 14. listopadu 1997 (27 let) | 2023     | 2029       | 42       | 16       |
| 19        | Jadon Sancho             | Anglie      | LK / PK  | 25. března 2000 (24 let)    | 2024     | 2025       | 17       | 2        |
| 32        | Tyrique George           | Anglie      | LK / PK  | 4. února 2006 (19 let)      | 2024     | 2027       | 9        | 0        |
| 38        | Marc Guiu                | Španělsko   | SÚ       | 4. ledna 2006 (19 let)      | 2024     | 2029       | 12       | 6        |
| 55        | Ato Ampah                | Anglie      | PK / LK  | 22. dubna 2006 (18 let)     | 2024     | 2025       | 1        | 0        |
| 76        | Shumaira Mheuka          | Anglie      | SÚ       | 20. října 2007 (17 let)     | 2024     | 2027       | 1        | 0        |

### Na hostování
| Číslo | Hráč               | Nár.              | Pozice  | Datum narození a věk        | Od roku | Smlouva do | Zápasy | Góly |
| ----- | ------------------ | ----------------- | ------- | --------------------------- | ------- | ---------- | ------ | ---- |
|       | Kepa Arrizabalaga  | Španělsko         | BR      | 3. října 1994 (30 let)      | 2018    | 2026       | 163    | 0    |
|       | Eddie Beach        | Wales             | BR      | 9. října 2003 (21 let)      | 2023    | 2024       | 0      | 0    |
|       | Luke Campbell      | Anglie            | BR      | 27. listopadu 2005 (19 let) | 2022    | 2025       | 0      | 0    |
|       | Ted Curd           | Anglie            | BR      | 14. února 2006 (19 let)     | 2023    | 2025       | 0      | 0    |
|       | Đorđe Petrović     | Srbsko            | BR      | 8. října 1999 (25 let)      | 2023    | 2030       | 31     | 0    |
|       | Teddy Sharman-Lowe | Anglie            | BR      | 30. března 2003 (21 let)    | 2020    | 2025       | 0      | 0    |
|       | Gabriel Slonina    | USA               | BR      | 15. května 2004 (20 let)    | 2022    | 2028       | 0      | 0    |
|       | Aaron Anselmino    | Argentina         | SO      | 29. dubna 2005 (19 let)     | 2024    | 2031       | 0      | 0    |
|       | Trevor Chalobah    | Anglie            | SO      | 5. července 1999 (25 let)   | 2018    | 2028       | 80     | 5    |
|       | Alfie Gilchrist    | Anglie            | SO      | 28. listopadu 2003 (21 let) | 2023    | 2026       | 17     | 1    |
|       | Bashir Humphreys   | Anglie            | SO      | 15. března 2003 (22 let)    | 2023    | 2027       | 2      | 0    |
|       | Caleb Wiley        | USA               | LO      | 22. prosince 2004 (20 let)  | 2024    | 2030       | 0      | 0    |
|       | Dylan Williams     | Anglie            | LO      | 13. září 2003 (21 let)      | 2022    | 2025       | 0      | 0    |
|       | Leo Castledine     | Anglie            | OZ      | 20. srpna 2005 (19 let)     | 2024    | 2027       | 1      | 0    |
|       | Andrey Santos      | Brazílie          | SZ      | 3. května 2004 (20 let)     | 2023    | 2030       | 0      | 0    |
|       | Lesley Ugochukwu   | Francie           | DZ      | 26. března 2004 (20 let)    | 2023    | 2030       | 15     | 0    |
|       | Armando Broja      | Albánie           | SÚ      | 10. září 2001 (23 let)      | 2020    | 2028       | 38     | 3    |
|       | David Datro Fofana | Pobřeží slonoviny | SÚ      | 22. prosince 2002 (22 let)  | 2023    | 2029       | 4      | 0    |
|       | Raheem Sterling    | Anglie            | LK / PK | 8. prosince 1994 (30 let)   | 2022    | 2027       | 81     | 19   |
|       | Ronnie Stutter     | Anglie            | SÚ      | 6. ledna 2005 (20 let)      | 2024    | 2025       | 0      | 0    |

## Nové kontrakty
| Č. | Poz. | Hráč               | Datum             | Do              | Zdroj  |
| -- | ---- | ------------------ | ----------------- | --------------- | ------ |
| 58 | OB   | Richard Olise      | 21. května 2024   | 30. června 2025 | [ 3 ]  |
| 75 | OB   | Kaiden Wilson      | 22. května 2024   | 30. června 2025 | [ 4 ]  |
|    | BR   | Teddy Sharman-Lowe | 24. května 2024   | 30. června 2025 | [ 5 ]  |
| 67 | ÚT   | Tyrique George     | 17. června 2024   | 30. června 2027 | [ 6 ]  |
| 82 | ÚT   | Frankie Runham     | 13. června 2024   | 30. června 2027 | [ 7 ]  |
| 55 | ÚT   | Jimmy-Jay Morgan   | 24. července 2024 | 30. června 2027 | [ 8 ]  |
| 83 | ÚT   | Shaun Wade         | 25. července 2024 | 30. června 2027 | [ 9 ]  |
| 20 | ÚT   | Cole Palmer        | 13. srpna 2024    | 30. června 2033 | [ 10 ] |
| 59 | ZÁ   | Samuel Rak-Sakyi   | 21. srpna 2024    | 30. června 2036 | [ 11 ] |
|    | BR   | Kepa Arrizabalaga  | 29. srpna 2024    | 30. června 2026 | [ 12 ] |
| 15 | ÚT   | Nicolas Jackson    | 13. září 2024     | 30. června 2023 | [ 13 ] |

## Přestupy

### Přišli do týmu

#### Léto

##### První tým
| Datum             | Poz. | Hráč                  | Odkud přišel            | Cena        | Ref           |
| ----------------- | ---- | --------------------- | ----------------------- | ----------- | ------------- |
| 29. června 2024   | ZÁ   | Omari Kellyman        | Aston Villa             | £19 000 000 | [ 14 ] [ 15 ] |
| 1. července 2024  | OB   | Tosin Adarabioyo      | Fulham                  | Zadarmo     | [ 16 ]        |
| 1. července 2024  | ÚT   | Marc Guiu             | Barcelona               | £5 000 000  | [ 17 ] [ 18 ] |
| 2. července 2024  | ZÁ   | Kiernan Dewsbury-Hall | Leicester City          | £30 000 000 | [ 19 ] [ 20 ] |
| 12. července 2024 | ZÁ   | Renato Veiga          | FC Basilej              | £11 750 000 | [ 21 ] [ 22 ] |
| 22. července 2024 | OB   | Caleb Wiley           | Atlanta United          | £8 500 000  | [ 23 ] [ 24 ] |
| 30. července 2024 | BR   | Filip Jörgensen       | Villarreal              | £20 700 000 | [ 25 ] [ 26 ] |
| 8. srpna 2024     | OB   | Aaron Anselmino       | Boca Juniors            | £15 600 000 | [ 27 ] [ 28 ] |
| 11. srpna 2024    | ÚT   | Pedro Neto            | Wolverhampton Wanderers | £51 300 000 | [ 29 ] [ 30 ] |
| 21. srpna 2024    | ÚT   | João Félix            | Atlético Madrid         | £44 500 000 | [ 31 ]        |

### Hostování do týmu

#### Léto

##### První tým
| Datum          | Poz. | Hráč         | Odkud přišel      | Cena            | Ref    |
| -------------- | ---- | ------------ | ----------------- | --------------- | ------ |
| 30. srpna 2024 | ÚT   | Jadon Sancho | Manchester United | Do konce sezóny | [ 32 ] |

### Odešli z týmu

#### První tým
| Datum             | Poz. | Hráč             | Kam odešel       | Cena        | Ref           |
| ----------------- | ---- | ---------------- | ---------------- | ----------- | ------------- |
| 27. června 2024   | BR   | Jamie Cumming    | Oxford United    | —           | [ 33 ]        |
| 28. června 2024   | OB   | Ian Maatsen      | Aston Villa      | £37 500 000 | [ 34 ] [ 35 ] |
| 28. června 2024   | ÚT   | Hakim Zijach     | Galatasaray      | £2 500 000  | [ 36 ] [ 37 ] |
| 30. června 2024   | ÚT   | Omari Hutchinson | Ipswich Town     | —           | [ 38 ]        |
| 1. července 2024  | OB   | Lewis Hall       | Newcastle United | —           | [ 39 ]        |
| 1. července 2024  | OB   | Thiago Silva     | Fluminense       | Zadarmo     | [ 40 ] [ 41 ] |
| 26. července 2024 | OB   | Malang Sarr      | Lens             | Zadarmo     | [ 42 ] [ 43 ] |
| 16. srpna 2024    | ÚT   | Diego Moreira    | Strasbourg       | £1 700 000  | [ 44 ] [ 45 ] |
| 21. srpna 2024    | ZÁ   | Conor Gallagher  | Atlético Madrid  | £36 000 000 | [ 46 ] [ 47 ] |
| 29. srpna 2024    | ZÁ   | Tino Anjorin     | Empoli           | —           | [ 48 ]        |
| 29. srpna 2024    | ÚT   | Romelu Lukaku    | Neapol           | £25 200 000 | [ 49 ]        |
| 3. září 2024      | ÚT   | Ângelo Gabriel   | Al-Nassr         | £19 400 000 | [ 50 ] [ 51 ] |

#### Akademie
| Datum            | Poz. | Hráč             | Kam odešel              | Cena       | Ref           |
| ---------------- | ---- | ---------------- | ----------------------- | ---------- | ------------- |
| 14. června 2024  | ÚT   | Dion Rankine     | Wigan Athletic          | —          | [ 52 ]        |
| 21. června 2024  | ZÁ   | Charlie Webster  | Burton Albion           | —          | [ 53 ]        |
| 1. července 2024 | OB   | Josh Brooking    | neznámo                 | neznámo    | [ 54 ]        |
| 1. července 2024 | OB   | Noah Hay         | neznámo                 | neznámo    | [ 54 ]        |
| 5. července 2024 | ÚT   | Chinoso Chibueze | Stoke City              | —          | [ 55 ]        |
| 7. července 2024 | ZÁ   | Michael Golding  | Leicester City          | £5 000 000 | [ 56 ] [ 57 ] |
| 16. srpna 2024   | ÚT   | Mason Burstow    | Hull City               | £2 000 000 | [ 58 ] [ 59 ] |
| 30. srpna 2024   | ZÁ   | Billy Gee        | Norwich City            | —          | [ 60 ]        |
| 30. srpna 2024   | OB   | Saheed Olagunju  | Wolverhampton Wanderers | —          | [ 61 ]        |

### Hostování z týmu

#### Léto

##### První tým
| Datum          | Do | Poz.               | Hráč             | Kam odešel      | Ref    |
| -------------- | -- | ------------------ | ---------------- | --------------- | ------ |
| 2. srpna 2024  | ZÁ | Andrey Santos      | Strasbourg       | Do konce sezóny | [ 62 ] |
| 7. srpna 2024  | OB | Alfie Gilchrist    | Sheffield United | Do konce sezóny | [ 63 ] |
| 8. srpna 2024  | OB | Aaron Anselmino    | Boca Juniors     | 3. ledna 2025   | [ 27 ] |
| 9. srpna 2024  | BR | Eddie Beach        | Crawley Town     | 14. ledna 2025  | [ 64 ] |
| 11. srpna 2024 | OB | Caleb Wiley        | Strasbourg       | Do konce sezóny | [ 65 ] |
| 16. srpna 2024 | ZÁ | Lesley Ugochukwu   | Southampton      | Do konce sezóny | [ 66 ] |
| 21. srpna 2024 | OB | Bashir Humphreys   | Burnley          | Do konce sezóny | [ 67 ] |
| 29. srpna 2024 | BR | Kepa Arrizabalaga  | Bournemouth      | Do konce sezóny | [ 12 ] |
| 30. srpna 2024 | BR | Đorđe Petrović     | Strasbourg       | Do konce sezóny | [ 68 ] |
| 30. srpna 2024 | ÚT | Raheem Sterling    | Arsenal          | Do konce sezóny | [ 69 ] |
| 30. srpna 2024 | ÚT | Armando Broja      | Everton          | Do konce sezóny | [ 70 ] |
| 30. srpna 2024 | OB | Trevoh Chalobah    | Crystal Palace   | 15. ledna 2025  | [ 71 ] |
| 13. září 2024  | ÚT | David Datro Fofana | Göztepe          | Do konce sezóny | [ 72 ] |

##### Akademie
| Datum            | Do | Poz.               | Hráč                       | Kam odešel      | Ref    |
| ---------------- | -- | ------------------ | -------------------------- | --------------- | ------ |
| 14. června 2024  | BR | Teddy Sharman-Lowe | Doncaster Rovers           | Do konce sezóny | [ 73 ] |
| 30. června 2024  | BR | Ted Curd           | Hampton & Richmond Borough | Do konce sezóny | [ 74 ] |
| 3. července 2024 | OB | Dylan Williams     | Burton Albion              | Do konce sezóny | [ 75 ] |
| 6. srpna 2024    | BR | Luke Campbell      | Hendon                     | Do konce sezóny |        |
| 9. srpna 2024    | BR | Gabriel Slonina    | Barnsley                   | Do konce sezóny | [ 76 ] |
| 26. srpna 2024   | ZÁ | Leo Castledine     | Shrewsbury Town            | Do konce sezóny | [ 77 ] |
| 30. srpna 2024   | ÚT | Ronnie Stutter     | Burton Albion              | Do konce sezóny | [ 78 ] |

#### Zima

##### Akademie
| Datum          | Do | Poz.       | Hráč          | Kam odešel      | Ref    |
| -------------- | -- | ---------- | ------------- | --------------- | ------ |
| 10. ledna 2025 | ZÁ | Alex Matos | Oxford United | Do konce sezóny | [ 79 ] |

## Zápasy v sezoně 2024/2025

### Souhrn působení v soutěžích
| Soutěž                  | Fáze startu    | Momentální pozice/ kolo | Konečná pozice/ kolo | První zápas    | Poslední zápas  |
| ----------------------- | -------------- | ----------------------- | -------------------- | -------------- | --------------- |
| Premier League          | —              | 6. místo                | —                    | 18. srpna 2024 | 25. května 2025 |
| FA Cup                  | 3. kolo        | 4. kolo                 | —                    | 11. ledna 2025 | bude oznámeno   |
| EFL Cup                 | 3. kolo        | —                       | 4. kolo              | 24. září 2024  | 30. října 2024  |
| Konferenční liga UEFA   | 4. předkolo    | Ligová fáze             | —                    | 22. srpna 2024 | bude oznámeno   |
| Mistrovství světa klubů | Skupinová fáze | —                       | —                    | červen 2025    | bude oznámeno   |

### Přípravné zápasy
8. března Chelsea oznámila plánovaný návrat do Spojených států amerických během předsezónní přípravy a později potvrdila zápasy s Wrexhamem, Club América, Celticem, Manchesterem City a Realem Madrid. Později bylo oznámeno šesté přátelské utkání proti Interu Milán.
| Přátelské utkání 25. července 2024 | Chelsea                              | 2 – 2 | Wrexham                            | Levi's Stadium, Santa Clara, USA  |  |  |
| 04:00                              | Madueke 28' Nkunku 35' Ugochukwu 82' |       | 23' Dobson 58' Bolton 71' Marriott | Diváci: 32 724 Rozhodčí: Tim Ford |  |  |
|                                    |                                      |       |                                    |                                   |  |  |

| Přátelské utkání 27. července 2024 | Chelsea           | 1 – 4 | Celtic                                             | Notre Dame Stadium, Notre Dame, USA |  |  |
| 22:00                              | Nkunku 89' (pen.) |       | 19' O'Riley 33' Furuhaši 76' Palma 79' M. Johnston |                                     |  |  |
|                                    |                   |       |                                                    |                                     |  |  |

| Přátelské utkání 1. srpna 2024 | Chelsea                                                                          | 3 – 0 | Club América | Mercedes-Benz Stadium, Atlanta, USA |  |  |
| 01:30                          | Nkunku 3' (pen.) Guiu 21' Lavia 23' Ugochukwu 66' Madueke 79' (pen.) Veiga 90+1' |       | 67' Aguirre  | Rozhodčí: Malik Badawi              |  |  |
|                                |                                                                                  |       |              |                                     |  |  |

| Přátelské utkání 3. srpna 2024 | Manchester City                                | 4 – 2 | Chelsea                                                      | Ohio Stadium, Columbus, USA        |  |  |
| 23:30                          | Haaland 4' (pen.), 5', 56' McAtee 41' Bobb 55' |       | 14' Caicedo 42' Gusto 45' Fernández 59' Sterling 89' Madueke | Diváci: 71 280 Rozhodčí: Ted Unkel |  |  |
|                                |                                                |       |                                                              |                                    |  |  |

| Přátelské utkání 7. srpna 2024 | Real Madrid                       | 2 – 1 | Chelsea     | Bank of America Stadium, Charlotte, USA     |  |  |
| 01:00                          | Ceballos 19' Brahim 27' Lunin 67' |       | 39' Madueke | Diváci: 62 617 Rozhodčí: Guido Gonzales Jr. |  |  |
|                                |                                   |       |             |                                             |  |  |

| Přátelské utkání 11. srpna 2024 | Chelsea                                 | 1 – 1 | Inter Milán                          | Stamford Bridge, Fulham |  |  |
| 16:00                           | Colwill 30' Cucurella 42' Ugochukwu 90' |       | 26' Thuram 30' Acerbi 59' Mchitarjan | Rozhodčí: Sam Barrott   |  |  |
|                                 |                                         |       |                                      |                         |  |  |

### Premier League
Hlavní článek: Premier League 2024/25
| Poř. | Tým                 | Z  | V  | R | P | VG | OG | B  |
| ---- | ------------------- | -- | -- | - | - | -- | -- | -- |
| 4.   | Manchester City (C) | 23 | 12 | 5 | 6 | 47 | 30 | 41 |
| 5.   | Newcastle United    | 23 | 12 | 5 | 6 | 41 | 27 | 41 |
| 6.   | Chelsea             | 23 | 11 | 7 | 5 | 45 | 30 | 40 |
| 7.   | Bournemouth         | 23 | 11 | 7 | 5 | 41 | 26 | 40 |
| 8.   | Aston Villa         | 22 | 10 | 6 | 6 | 33 | 34 | 36 |

Poznámky:
- Z = Odehrané zápasy; V = Vítězství; R = Remízy; P = Prohry; VG = Vstřelené góly; OG = Obdržené góly; B = Body
- (C) = obhájce titulu

|  | Přímý postup do Ligy mistrů   |
|  | Přímý postup do Evropské ligy |

### Přehled
| 0        | 1  | 2 | 3  | 4 | 5 | 6 | 7 | 8 | 9 | 10 | 11 | 12 | 13 | 14 | 15 | 16 | 17 | 18 | 19 | 20 | 21 | 22 | 23 | 24 | 25 | 27 | 28 | 29 | 30 | 31 | 32 | 33 | 35 | 26 | 37 | 37 | 34 | 38 |
| -------- | -- | - | -- | - | - | - | - | - | - | -- | -- | -- | -- | -- | -- | -- | -- | -- | -- | -- | -- | -- | -- | -- | -- | -- | -- | -- | -- | -- | -- | -- | -- | -- | -- | -- | -- | -- |
| Výsledek | D  | V | D  | V | V | D | D | V | D | V  | D  | V  | D  | V  | V  | D  | V  | D  | D  | V  | D  | D  | V  |    |    |    |    |    |    |    |    |    |    |    |    |    |    |    |
| Pozice   | 17 | 8 | 11 | 8 | 5 | 4 | 4 | 6 | 5 | 4  | 3  | 3  | 3  | 2  | 2  | 2  | 2  | 3  | 4  | 4  | 5  | 4  | 6  |    |    |    |    |    |    |    |    |    |    |    |    |    |    |    |

| Celkem | Celkem | Celkem | Celkem | Celkem | Celkem | Celkem | Celkem | Doma | Doma | Doma | Doma | Doma | Doma | Venku | Venku | Venku | Venku | Venku | Venku |
| Z      | V      | R      | P      | VG     | OG     | GR     | Body   | V    | R    | P    | VG   | OG   | Body | V     | R     | P     | VG    | OG    | Body  |
| ------ | ------ | ------ | ------ | ------ | ------ | ------ | ------ | ---- | ---- | ---- | ---- | ---- | ---- | ----- | ----- | ----- | ----- | ----- | ----- |
| 23     | 11     | 7      | 5      | 45     | 30     | +15    | 40     | 5    | 4    | 2    | 20   | 14   | 19   | 6     | 3     | 3     | 25    | 16    | 21    |

#### Podzimní část
| 1. kolo 18. srpna 2024 | Chelsea     | 0 – 2 | Manchester City              | Stamford Bridge, Fulham                 |  |  |
| 17:30                  | Caicedo 89' |       | 18', 66' Haaland 84' Kovačić | Diváci: 39 818 Rozhodčí: Anthony Taylor |  |  |
|                        |             |       |                              |                                         |  |  |

| 2. kolo 25. srpna 2024 | Wolverhampton Wanderers                           | 2 – 6 | Chelsea                                                                            | Molineux Stadium, Wolverhampton         |  |  |
| 15:00                  | Cunha 27' Aït-Nouri 35' Larsen 45+6' Mosquera 71' |       | 2' Jackson 40' Gusto 44', 45' Palmer 49', 58', 63' Madueke 71' Cucurella 80' Félix | Diváci: 31 325 Rozhodčí: Darren England |  |  |
|                        |                                                   |       |                                                                                    |                                         |  |  |

| 3. kolo 1. září 2024 | Chelsea                                          | 1 – 1 | Crystal Palace               | Stamford Bridge, Fulham                 |  |  |
| 14:30                | Neto 8' Jackson 25', 63' Fofana 32' Palmer 90+1' |       | 13' Hughes 53' Eze 89' Muñoz | Diváci: 39 298 Rozhodčí: Jarred Gillett |  |  |
|                      |                                                  |       |                              |                                         |  |  |

| 4. kolo 14. září 2024 | Bournemouth                                                                         | 0 – 1 | Chelsea                                                                                                  | Dean Court, Bournemouth                 |  |  |
| 21:00                 | Christie 18' Cook 35' Smith 38' Evanilson 38' Kluivert 59' Senesi 80' Semenyo 90+6' |       | 31' Fofana 36' Cucurella 37' Sánchez 52' Jackson 57' Colwill 57' Sancho 86' Nkunku 87' Veiga 90+1' Félix | Diváci: 11 235 Rozhodčí: Anthony Taylor |  |  |
|                       |                                                                                     |       | |                                         |  |  |

| 5. kolo 21. září 2024 | West Ham United                                           | 0 – 3 | Chelsea                                             | Olympijský stadion, Stratford           |  |  |
| 13:30                 | Souček 47' Álvarez 49' Kilman 77' Antonio 83' Soler 90+3' |       | 4', 18' Jackson 45' Fofana 47' Palmer 71' Cucurella | Diváci: 62 473 Rozhodčí: Samuel Barrott |  |  |
|                       |                                                           |       |                                                     |                                         |  |  |

| 6. kolo 28. září 2024 | Chelsea                                                                 | 4 – 2 | Brighton & Hove Albion                      | Stamford Bridge, Fulham               |  |  |
| 16:00                 | Palmer 21', 28' (pen.), 31', 41' Fernández 29' Cucurella 33' Fofana 78' |       | 7' Rutter 27' Dunk 29' Estupiñán 34' Baleba | Diváci: 39 495 Rozhodčí: Peter Bankes |  |  |
|                       |                                                                         |       |                                             |                                       |  |  |

| 7. kolo 6. října 2024 | Chelsea                                                                               | 1 – 1 | Nottingham Forest                                     | Stamford Bridge, Fulham                 |  |
| 15:00 | Caicedo 21' Madueke 57' Palmer 75' Cucurella 89' Colwill 89' Neto 90+8' Fofana 90+12' |       | 36', 78' Ward-Prowse 49' Wood 89' Williams 90+5' Sels | Diváci: 39 501 Rozhodčí: Chris Kavanagh |  |
| Poznámky: Zápas byl původně naplánován na 5. října, ale byl o den posunut kvůli účasti v Konferenční lize UEFA ve čtvrtek. |                                                                                       |       |                                                       |                                         |  |

| 8. kolo 20. října 2024                                                                                  | Liverpool                                                                           | 2 – 1 | Chelsea                                  | Anfield, Liverpool                   |  |
| 17:30                                                                                                   | Salah 29' (pen.) Szoboszlai 45+8' Jones 51' Núñez 69' Konaté 80' Mac Allister 90+2' |       | 6' Adarabioyo 28', 48' Jackson 78' Veiga | Diváci: 60 277 Rozhodčí: John Brooks |  |
| Poznámky: Zápas byl původně naplánován na 19. října, ale kvůli přímému přenosu Sky Sports byl přesunut. |                                                                                     |       |                                          |                                      |  |

| 9. kolo 27. října 2024                                                                                  | Chelsea                                                                                   | 2 – 1 | Newcastle United                            | Stamford Bridge, Fulham               |  |
| 15:00                                                                                                   | Fofana 11' Jackson 18' Palmer 47' Lavia 54' Madueke 66' Sánchez 84' Neto 88' Nkunku 90+4' |       | 22' Schär 32' Isak 64' Tonali 90' Longstaff | Diváci: 39 526 Rozhodčí: Simon Hooper |  |
| Poznámky: Zápas byl původně naplánován na 26. října, ale kvůli přímému přenosu Sky Sports byl přesunut. |                                                                                           |       |                                             |                                       |  |

| 10. kolo 3. listopadu 2024                                                                                 | Manchester United                                                                               | 1 – 1 | Chelsea                             | Old Trafford, Trafford                |  |
| 17:30 | Ugarte 42' Dalot 45+1' Rashford 67' Fernandes 70' (pen.) Casemiro 85' Martínez 90+3' Amad 90+5' |       | 36' Gusto 74' Caicedo 90+4' Jackson | Diváci: 73 813 Rozhodčí: Robert Jones |  |
| Poznámky: Zápas byl původně naplánován na 2. listopadu, ale kvůli přímému přenosu Sky Sports byl přesunut. |                                                                                                 |       |                                     |                                       |  |

| 11. kolo 10. listopadu 2024                                                                                | Chelsea                                               | 1 – 1 | Arsenal                              | Stamford Bridge, Fulham                 |  |
| 17:30 | Colwill 21' Neto 33', 70' Madueke 45+1' Cucurella 80' |       | 39' White 56' Havertz 60' Martinelli | Diváci: 39 780 Rozhodčí: Michael Oliver |  |
| Poznámky: Zápas byl původně naplánován na 9. listopadu, ale kvůli přímému přenosu Sky Sports byl přesunut. |                                                       |       |                                      |                                         |  |

| 12. kolo 23. listopadu 2024                                                                         | Leicester City                                             | 1 – 2 | Chelsea                                                       | King Power Stadium, Leicester          |  |
| 13:30                                                                                               | Ndidi 22' Soumaré 29' Skipp 31' Faes 78' Ayew 90+5' (pen.) |       | 15' Jackson 40' Caicedo 66' Sánchez 75' Fernández 90+4' Lavia | Diváci: 31 880 Rozhodčí: Andrew Madley |  |
| Poznámky: Zápas byl původně naplánován na 15:00, ale kvůli přímému přenosu TNT Sports byl přesunut. |                                                            |       |                                                               |                                        |  |

| 13. kolo 1. prosince 2024                                                                                   | Chelsea                                                   | 3 – 0 | Aston Villa            | Stamford Bridge, Fulham                 |  |
| 14:30 | Jackson 7' Fernández 36' Palmer 83' Madueke 85' Félix 89' |       | 54' Philogene 61' Cash | Diváci: 40 853 Rozhodčí: Stuart Attwell |  |
| Poznámky: Zápas byl původně naplánován na 30. listopadu, ale kvůli přímému přenosu Sky Sports byl přesunut. |                                                           |       |                        |                                         |  |

| 14. kolo 4. prosince 2024                                                                                   | Southampton                          | 1 – 5 | Chelsea                                                | St Mary's Stadium, Southampton           |  |
| 20:30 | Aribo 11' Stephens 39' Armstrong 47' |       | 7' Disasi 17' Nkunku 34' Madueke 76' Palmer 87' Sancho | Diváci: 31 193 Rozhodčí: Tony Harrington |  |
| Poznámky: Zápas byl původně naplánován na 20:45, ale kvůli přímému přenosu Amazon Prime Video byl přesunut. |                                      |       |                                                        |                                          |  |

| 15. kolo 8. prosince 2024                                                                                 | Tottenham Hotspur                                                  | 3 – 4 | Chelsea                                                                                 | Tottenham Hotspur Stadium, Tottenham    |  |
| 17:30 | Solanke 5' Kulusevski 11' Sarr 30' Bissouma 59' Son Hung-min 90+6' |       | 17' Sancho 21' Lavia 61' (pen.), 84' (pen.) Palmer 73' Fernández 85' Neto 90+8' Sánchez | Diváci: 61 184 Rozhodčí: Anthony Taylor |  |
| Poznámky: Zápas byl původně naplánován na 7. prosince, ale kvůli přímému přenosu Sky Sports byl přesunut. |                                                                    |       |                                                                                         |                                         |  |

| 16. kolo 15. prosince 2024                                                                                              | Chelsea                                 | 2 – 1 | Brentford                            | Stamford Bridge, Fulham               |  |
| 20:00 | Cucurella 43', 90+5', 90+8' Jackson 80' |       | 90' Mbeumo 90+7' Janelt 90+8' Schade | Diváci: 39 571 Rozhodčí: Peter Bankes |  |
| Poznámky: Zápas byl původně naplánován na 14. prosince, ale kvůli zápasu Chelsea v rámci Konferenční ligy byl přesunut. |                                         |       |                                      |                                       |  |

| 17. kolo 22. prosince 2024                                                                                              | Everton                                      | 0 – 0 | Chelsea    | Goodison Park, Liverpool                |  |
| 15:00 | Ndiaye 40' Pickford 45+1' Young 57' Beto 88' |       | 82' Disasi | Diváci: 39 358 Rozhodčí: Chris Kavanagh |  |
| Poznámky: Zápas byl původně naplánován na 21. prosince, ale kvůli zápasu Chelsea v rámci Konferenční ligy byl přesunut. |                                              |       |            |                                         |  |

| 18. kolo 26. prosince 2024 | Chelsea             | 1 – 2 | Fulham                                                       | Stamford Bridge, Fulham                 |  |  |
| 16:00                      | Palmer 16' Neto 59' |       | 34' Lukić 38' Andersen 82' Wilson 90+1' Robinson 90+5' Muniz | Diváci: 39 687 Rozhodčí: Samuel Barrott |  |  |
|                            |                     |       |                                                              |                                         |  |  |

| 19. kolo 30. prosince 2024                              | Ipswich Town                                                          | 2 – 0 | Chelsea                                           | Portman Road, Ipswich                |  |
| 20:45                                                   | Delap 12' (pen.), 83' O'Shea 32' Hutchinson 53' Davis 88' Morsy 90+7' |       | 67' Caicedo 88' Gusto 88' Colwill 90+5' Fernández | Diváci: 29 968 Rozhodčí: John Brooks |  |
| Poznámky: Zápas byl původně naplánován na 29. prosince. |                                                                       |       |                                                   |                                      |  |

#### Jarní část
| 20. kolo 4. ledna 2025 | Crystal Palace | 1 – 1 | Chelsea                              | Selhurst Park, Selhurst               |  |  |
| 16:00                  | Mateta 82'     |       | 14' Palmer 65' Colwill 80' Fernández | Diváci: 25 179 Rozhodčí: Tim Robinson |  |  |
|                        |                |       |                                      |                                       |  |  |

| 21. kolo 14. ledna 2025 | Chelsea                                      | 2 – 2 | Bournemouth                                                           | Stamford Bridge, Fulham            |  |  |
| 20:30                   | Palmer 13' Jackson 32' Lavia 52' James 90+5' |       | 45+2' Christie 50' (pen.) Kluivert 55' Brooks 68' Semenyo 87' Huijsen | Diváci: 39 092 Rozhodčí: Rob Jones |  |  |
|                         |                                              |       |                                                                       |                                    |  |  |

| 22. kolo 20. ledna 2025                                                                                    | Chelsea                                                                              | 3 – 1 | Wolverhampton Wanderers            | Stamford Bridge, Fulham               |  |
| 21:00 | Adarabioyo 24', 45+7' Cucurella 60' Madueke 65' Caicedo 70' George 88' Sánchez 90+4' |       | 41' André 45+5' Doherty 90' Semedo | Diváci: 39 221 Rozhodčí: Simon Hooper |  |
| Poznámky: Zápas byl původně naplánován na 18. prosince, ale kvůli přímému přenosu Sky Sports byl přesunut. |                                                                                      |       |                                    |                                       |  |

| 23. kolo 25. ledna 2025                                                                             | Manchester City                                                     | 3 – 1 | Chelsea                            | Etihad Stadium, Manchester           |  |
| 18:30                                                                                               | Kušanov 4' Gvardiol 42' Haaland 68' Silva 79' Kovačić 83' Foden 87' |       | 3' Madueke 25' Colwill 58' Caicedo | Diváci: 52 793 Rozhodčí: John Brooks |  |
| Poznámky: Zápas byl původně naplánován na 16:00, ale kvůli přímému přenosu Sky Sports byl přesunut. |                                                                     |       |                                    |                                      |  |

| 24. kolo 3. února 2025                                                                                 | Chelsea                                                           | 2 – 1 | West Ham United      | Stamford Bridge, Fulham                 |  |
| 21:00                                                                                                  | James 57' Neto 64' Fernández 67' Palmer 68' Wan-Bissaka 74' (vl.) |       | 42' Bowen 76' Irving | Diváci: 39 459 Rozhodčí: Stuart Attwell |  |
| Poznámky: Zápas byl původně naplánován na 1. února, ale kvůli přímému přenosu Sky Sports byl přesunut. |                                                                   |       |                      |                                         |  |

| 25. kolo 14. února 2025                                                                                 | Brighton & Hove Albion | – | Chelsea | Falmer Stadium, Brighton and Hove |  |
| 21:00                                                                                                   |                        |   |         |                                   |  |
| Poznámky: Zápas byl původně naplánován na 15. února, ale kvůli přímému přenosu Sky Sports byl přesunut. |                        |   |         |                                   |  |

### FA Cup
Hlavní článek: FA Cup 2024/2025
| 3. kolo 11. ledna 2025 | Chelsea                                            | 5 – 0 | Morecambe | Stamford Bridge, Fulham                 |  |  |
| 16:00                  | Nkunku 17', 50' Adarabioyo 38', 70' Félix 75', 77' |       |           | Diváci: 38 998 Rozhodčí: Andrew Kitchen |  |  |
|                        |                                                    |       |           |                                         |  |  |

| 4. kolo 8. února 2025 | Brighton & Hove Albion | – | Chelsea | Falmer Stadium, Brighton and Hove |  |  |
| 21:00                 |                        |   |         |                                   |  |  |
|                       |                        |   |         |                                   |  |  |

### EFL Cup
Hlavní článek: EFL Cup 2024/2025
| 3. kolo 24. září 2024 | Chelsea                                                 | 5 – 0 | Barrow    | Stamford Bridge, Fulham                  |  |  |
| 20:45                 | Nkunku 8', 15', 75' Farman 28' (vl.) Félix 45' Neto 48' |       | 27' Foley | Diváci: 38 868 Rozhodčí: Oliver Langford |  |  |
|                       |                                                         |       |           |                                          |  |  |

| 4. kolo 29. října 2024 | Newcastle United                                                      | 2 – 0 | Chelsea                  | St James' Park, Newcastle upon Tyne     |  |  |
| 20:45                  | Schär 16' Longstaff 19' Isak 23' Disasi 26' (vl.) Gordon 52' Pope 55' |       | 29' Badiashile 85' Félix | Diváci: 51 934 Rozhodčí: Chris Kavanagh |  |  |
|                        |                                                                       |       |                          |                                         |  |  |

### Konferenční liga UEFA
Hlavní článek: Konferenční liga UEFA 2024/2025

#### 4. předkolo
| 1. zápas 22. srpna 2024 | Chelsea                                           | 2 – 0 | Servette | Stamford Bridge, Fulham                  |  |  |
| 21:00                   | Nkunku 50' (pen.) Madueke 76' Dewsbury-Hall 90+2' |       |          | Diváci: 37 902 Rozhodčí: Jérémie Pignard |  |  |
|                         |                                                   |       |          |                                          |  |  |

| 2. zápas 29. srpna 2024 | Servette                                                 | 2 – 1 (2–3) celk. | Chelsea                                                | Stade de Genève, Lancy, Švýcarsko       |  |  |
| 20:30                   | Severin 9' Guillemenot 32' Crivelli 64', 72' Douline 65' |                   | 14' (pen.) Nkunku 18' Badiashile 74' Jackson 85' Veiga | Diváci: 28 000 Rozhodčí: Marco Di Bello |  |  |
|                         |                                                          |                   |                                                        |                                         |  |  |

#### Ligová fáze
Hlavní článek: Konferenční liga UEFA 2024/2025
| Poř. | Tým                  | Z | V | R | P | VG | OG | B  |
| ---- | -------------------- | - | - | - | - | -- | -- | -- |
| 1.   | Chelsea              | 6 | 6 | 0 | 0 | 26 | 5  | 18 |
| 2.   | Vitória de Guimarães | 6 | 4 | 2 | 0 | 13 | 6  | 14 |
| 3.   | Fiorentina           | 6 | 4 | 1 | 1 | 18 | 7  | 13 |
| 4.   | Rapid Vídeň          | 6 | 4 | 1 | 1 | 11 | 5  | 13 |
| 5.   | Djurgårdens IF       | 6 | 4 | 1 | 1 | 11 | 7  | 13 |

|  | Postup do osmifinále |

##### Zápasy
| 1. kolo 3. října 2024 | Chelsea                                                    | 4 – 2 | Gent                                   | Stamford Bridge, Fulham                  |  |  |
| 21:00                 | Veiga 12' Neto 46' Nkunku 63' Dewsbury-Hall 70' Disasi 72' |       | 50' Watanabe 90' Gandelman 90+4' Brown | Diváci: 38 546 Rozhodčí: Daniel Schlager |  |  |
|                       |                                                            |       |                                        |                                          |  |  |

| 2. kolo 24. října 2024 | Panathinaikos                | 1 – 4 | Chelsea                                                  | Olympijský stadion, Athény, Řecko      |  |  |
| 20:45                  | Mladenovic 58' Pellistri 69' |       | 22', 55' Félix 49' Mudryk 59' (pen.) Nkunku 90+3' Disasi | Diváci: 59 742 Rozhodčí: António Nobre |  |  |
|                        |                              |       |                                                          |                                        |  |  |

| 3. kolo 7. listopadu 2024 | Chelsea                                                                             | 8 – 0 | Noah                     | Stamford Bridge, Fulham                            |  |  |
| 21:00                     | Adarabioyo 12' Guiu 13' Disasi 18' Félix 21', 41' Mudryk 39' Nkunku 69', 76' (pen.) |       | 60' Sangaré 90+4' Çinari | Diváci: 38 305 Rozhodčí: Christian-Petru Ciochirca |  |  |
|                           |                                                                                     |       |                          |                                                    |  |  |

| 4. kolo 28. listopadu 2024 | 1. FC Heidenheim         | 0 – 2 | Chelsea                                                                       | Voith-Arena, Heidenheim, Německo          |  |  |
| 19:45                      | Traoré 41' Schöppner 85' |       | 2' Badiashile 45', 90+6'Casadei 51' Nkunku 81' Jörgensen 84' Veiga 86' Mudryk | Diváci: 15 000 Rozhodčí: Serdar Gözübüyük |  |  |
|                            |                          |       |                                                                               |                                           |  |  |

| 5. kolo 12. prosince 2024 | Astana                   | 1 – 3 | Chelsea                 | Almaty Central Stadium, Almaty, Kazachstán |  |
| 17:30 | Amanović 27' Tomasov 45' |       | 14', 18' Guiu 39' Veiga | Diváci: 20 982 Rozhodčí: Sven Jablonski    |  |
| Poznámky: Zápas se hrál na centrálním stadionu Almaty v Almaty místo na obvyklém stadionu Astany, Astana Areně v Astaně, kvůli rekonstrukci. |                          |       |                         |                                            |  |

| 6. kolo 19. prosince 2024 | Chelsea                                              | 5 – 1 | Shamrock Rovers         | Stamford Bridge, Fulham                |  |  |
| 21:00                     | Guiu 22', 34', 45+3' Dewsbury-Hall 40' Cucurella 58' |       | 26', 29' Poom 62' Lopes | Diváci: 38 467 Rozhodčí: Willy Delajod |  |  |
|                           |                                                      |       |                         |                                        |  |  |

#### Vyřazovací fáze

##### Osmifinále
| 1. zápas 6. března 2025 | bude oznámeno | – | Chelsea | bude oznámeno |  |  |
| bude oznámeno           |               |   |         |               |  |  |
|                         |               |   |         |               |  |  |

| 2. zápas 13. března 2025 | Chelsea | – | bude oznámeno | Stamford Bridge, Fulham |  |  |
| bude oznámeno            |         |   |               |                         |  |  |
|                          |         |   |               |                         |  |  |

### Mistrovství světa ve fotbale klubů
Hlavní článek: Mistrovství světa ve fotbale klubů 2025
| Poř. | Tým                | Z | V | R | P | VG | OG | B |
| ---- | ------------------ | - | - | - | - | -- | -- | - |
| 1.   | Flamengo           | 0 | 0 | 0 | 0 | 0  | 0  | 0 |
| 2.   | Espérance de Tunis | 0 | 0 | 0 | 0 | 0  | 0  | 0 |
| 3.   | Chelsea            | 0 | 0 | 0 | 0 | 0  | 0  | 0 |
| 4.   | Club León          | 0 | 0 | 0 | 0 | 0  | 0  | 0 |

|  | Postup do vyřazovací fáze |

#### Skupinová fáze
| 1. kolo 16. června 2025 | Chelsea | – | Club León | Mercedes-Benz Stadium, Atlanta, USA |  |  |
| 21:00                   |         |   |           |                                     |  |  |
|                         |         |   |           |                                     |  |  |

| 2. kolo 20. června 2025 | Flamengo | – | Chelsea | Lincoln Financial Field, Filadelfie, USA |  |  |
| 20:00                   |          |   |         |                                          |  |  |
|                         |          |   |         |                                          |  |  |

| 2. kolo 25. června 2025 | Espérance de Tunis | – | Chelsea | Lincoln Financial Field, Filadelfie, USA |  |  |
| 03:00                   |                    |   |         |                                          |  |  |
|                         |                    |   |         |                                          |  |  |

## Statistiky
Aktuální k datu 8. prosince 2024.

### Zápasy
| Číslo | Pozice | Hráč                  | Premier League | FA Cup | EFL Cup | Konferenční liga | Mistrovství světa klubů | Celkově |
| ----- | ------ | --------------------- | -------------- | ------ | ------- | ---------------- | ----------------------- | ------- |
| 1     | BR     | Robert Sánchez        | 14             | 0      | 0       | 0                | 0                       | 14      |
| 2     | OB     | Axel Disasi           | 3              | 0      | 2       | 6                | 0                       | 11      |
| 3     | OB     | Marc Cucurella        | 14             | 0      | 1       | 1                | 0                       | 16      |
| 4     | OB     | Tosin Adarabioyo      | 5              | 0      | 1       | 5                | 0                       | 11      |
| 5     | OB     | Benoît Badiashile     | 4              | 0      | 2       | 6                | 0                       | 12      |
| 6     | OB     | Levi Colwill          | 14             | 0      | 0       | 0                | 0                       | 14      |
| 7     | ÚT     | Pedro Neto            | 13             | 0      | 1       | 3                | 0                       | 17      |
| 8     | ZÁ     | Enzo Fernández        | 14             | 0      | 1       | 4                | 0                       | 19      |
| 10    | ÚT     | Mychajlo Mudryk       | 7              | 0      | 2       | 6                | 0                       | 15      |
| 11    | ÚT     | Noni Madueke          | 14             | 0      | 1       | 2                | 0                       | 17      |
| 12    | BR     | Filip Jörgensen       | 1              | 0      | 2       | 6                | 0                       | 9       |
| 13    | BR     | Marcus Bettinelli     | 0              | 0      | 0       | 0                | 0                       | 0       |
| 14    | ÚT     | João Félix            | 8              | 0      | 2       | 3                | 0                       | 14      |
| 15    | ÚT     | Nicolas Jackson       | 14             | 0      | 0       | 1                | 0                       | 15      |
| 17    | ZÁ     | Carney Chukwuemeka    | 0              | 0      | 1       | 3                | 0                       | 4       |
| 18    | ÚT     | Christopher Nkunku    | 14             | 0      | 2       | 6                | 0                       | 22      |
| 19    | ÚT     | Jadon Sancho          | 9              | 0      | 0       | 1                | 0                       | 10      |
| 20    | ZÁ     | Cole Palmer           | 15             | 0      | 0       | 2                | 0                       | 17      |
| 21    | OB     | Ben Chilwell          | 0              | 0      | 1       | 0                | 0                       | 1       |
| 22    | ZÁ     | Kiernan Dewsbury-Hall | 5              | 0      | 2       | 6                | 0                       | 13      |
| 24    | OB     | Reece James           | 4              | 0      | 0       | 0                | 0                       | 4       |
| 25    | ZÁ     | Moisés Caicedo        | 15             | 0      | 0       | 2                | 0                       | 17      |
| 27    | OB     | Malo Gusto            | 11             | 0      | 1       | 1                | 0                       | 13      |
| 29    | OB     | Wesley Fofana         | 12             | 0      | 0       | 0                | 0                       | 12      |
| 31    | ZÁ     | Cesare Casadei        | 0              | 0      | 1       | 4                | 0                       | 5       |
| 32    | ÚT     | Tyrique George        | 0              | 0      | 1       | 5                | 0                       | 6       |
| 34    | OB     | Josh Acheampong       | 0              | 0      | 1       | 0                | 0                       | 1       |
| 37    | ZÁ     | Omari Kellyman        | 0              | 0      | 0       | 0                | 0                       | 0       |
| 38    | ÚT     | Marc Guiu             | 1              | 0      | 1       | 6                | 0                       | 8       |
| 40    | OB     | Renato Veiga          | 7              | 0      | 2       | 6                | 0                       | 15      |
| 45    | ZÁ     | Roméo Lavia           | 9              | 0      | 0       | 1                | 0                       | 10      |
| 47    | BR     | Lucas Bergström       | 0              | 0      | 0       | 0                | 0                       | 0       |
| 51    | ZÁ     | Samuel Rak-Sakyi      | 0              | 0      | 0       | 2                | 0                       | 2       |

### Nejlepší střelci
| Pozice | Číslo        | Pozice       | Hráč                  | Premier League | FA Cup | EFL Cup | Konferenční liga | Mistrovství světa klubů | Celkově |
| ------ | ------------ | ------------ | --------------------- | -------------- | ------ | ------- | ---------------- | ----------------------- | ------- |
| 1      | 18           | ÚT           | Christopher Nkunku    | 2              | 0      | 3       | 7                | 0                       | 12      |
| 2      | 20           | ZÁ           | Cole Palmer           | 11             | 0      | 0       | 0                | 0                       | 11      |
| 3      | 15           | ÚT           | Nicolas Jackson       | 8              | 0      | 0       | 0                | 0                       | 8       |
| 4      | 11           | ÚT           | Noni Madueke          | 5              | 0      | 0       | 1                | 0                       | 6       |
| 5      | 14           | ÚT           | João Félix            | 1              | 0      | 0       | 4                | 0                       | 5       |
| 6      | 7            | ÚT           | Pedro Neto            | 1              | 0      | 1       | 1                | 0                       | 3       |
| 6      | 8            | ZÁ           | Enzo Fernández        | 3              | 0      | 0       | 0                | 0                       | 3       |
| 6      | 10           | ZÁ           | Mychajlo Mudryk       | 0              | 0      | 0       | 3                | 0                       | 3       |
| 9      | 2            | OB           | Axel Disasi           | 1              | 0      | 0       | 1                | 0                       | 2       |
| 9      | 19           | ÚT           | Jadon Sancho          | 2              | 0      | 0       | 0                | 0                       | 2       |
| 11     | 4            | OB           | Tosin Adarabioyo      | 0              | 0      | 0       | 1                | 0                       | 1       |
| 11     | 22           | ZÁ           | Kiernan Dewsbury-Hall | 0              | 0      | 0       | 1                | 0                       | 1       |
| 11     | 25           | ZÁ           | Moisés Caicedo        | 1              | 0      | 0       | 0                | 0                       | 1       |
| 11     | 38           | ÚT           | Marc Guiu             | 0              | 0      | 0       | 1                | 0                       | 1       |
| 11     | 40           | OB           | Renato Veiga          | 0              | 0      | 0       | 1                | 0                       | 1       |
| 11     | Vlastní góly | Vlastní góly | Vlastní góly          | 0              | 0      | 1       | 0                | 0                       | 1       |

### Nejlepší asistenti
| Pozice  | Číslo   | Pozice  | Hráč               | Premier League | FA Cup | EFL Cup | Konferenční liga | Mistrovství světa klubů | Celkově |
| ------- | ------- | ------- | ------------------ | -------------- | ------ | ------- | ---------------- | ----------------------- | ------- |
| 1       | 8       | ZÁ      | Enzo Fernández     | 3              | 0      | 0       | 4                | 0                       | 7       |
| 2       | 20      | ZÁ      | Cole Palmer        | 6              | 0      | 0       | 0                | 0                       | 6       |
| 3       | 10      | ZÁ      | Mychajlo Mudryk    | 0              | 0      | 1       | 4                | 0                       | 5       |
| 3       | 19      | ÚT      | Jadon Sancho       | 3              | 0      | 0       | 2                | 0                       | 5       |
| 5       | 7       | ÚT      | Pedro Neto         | 2              | 0      | 0       | 1                | 0                       | 3       |
| 5       | 15      | ÚT      | Nicolas Jackson    | 3              | 0      | 0       | 0                | 0                       | 3       |
| 7       | 2       | OB      | Axel Disasi        | 0              | 0      | 0       | 2                | 0                       | 2       |
| 7       | 11      | ÚT      | Noni Madueke       | 2              | 0      | 0       | 0                | 0                       | 2       |
| 7       | 14      | ÚT      | João Félix         | 1              | 0      | 1       | 0                | 0                       | 2       |
| 7       | 18      | ÚT      | Christopher Nkunku | 1              | 0      | 0       | 1                | 0                       | 2       |
| 7       | 25      | ZÁ      | Moisés Caicedo     | 2              | 0      | 0       | 0                | 0                       | 2       |
| 7       | 27      | OB      | Malo Gusto         | 1              | 0      | 1       | 0                | 0                       | 2       |
| 7       | 3       | OB      | Marc Cucurella     | 2              | 0      | 0       | 0                | 0                       | 2       |
| 14      | 40      | OB      | Renato Veiga       | 0              | 0      | 0       | 1                | 0                       | 1       |
| 14      | 45      | ZÁ      | Roméo Lavia        | 1              | 0      | 0       | 0                | 0                       | 1       |
| Celkově | Celkově | Celkově | Celkově            | 27             | 0      | 3       | 15               | 0                       | 45      |

### Čistá konta
| Pozice  | Číslo   | Pozice  | Hráč            | Premier League | FA Cup | EFL Cup | Konferenční liga | Mistrovství světa klubů | Celkově |
| ------- | ------- | ------- | --------------- | -------------- | ------ | ------- | ---------------- | ----------------------- | ------- |
| 1       | 12      | BR      | Filip Jörgensen | 0              | 0      | 1       | 3                | 0                       | 4       |
| 2       | 1       | BR      | Robert Sánchez  | 3              | 0      | 0       | 0                | 0                       | 3       |
| Celkově | Celkově | Celkově | Celkově         | 3              | 0      | 1       | 3                | 0                       | 7       |

### Disciplinární statistiky
| Číslo   | Pozice  | Hráč                  | Premier League | Premier League                                             | Premier League | FA Cup | FA Cup                                                     | FA Cup    | EFL Cup | EFL Cup                                                    | EFL Cup   | Konferenční liga | Konferenční liga                                           | Konferenční liga | Mistrovství světa klubů | Mistrovství světa klubů                                    | Mistrovství světa klubů | Celkově | Celkově                                                    | Celkově   |
| Číslo   | Pozice  | Hráč                  |                | Žlutá karta udělena · Žlutá karta udělena opět · Vyloučení | Vyloučení      |        | Žlutá karta udělena · Žlutá karta udělena opět · Vyloučení | Vyloučení |         | Žlutá karta udělena · Žlutá karta udělena opět · Vyloučení | Vyloučení |                  | Žlutá karta udělena · Žlutá karta udělena opět · Vyloučení | Vyloučení        |                         | Žlutá karta udělena · Žlutá karta udělena opět · Vyloučení | Vyloučení               |         | Žlutá karta udělena · Žlutá karta udělena opět · Vyloučení | Vyloučení |
| ------- | ------- | --------------------- | -------------- | ---------------------------------------------------------- | -------------- | ------ | ---------------------------------------------------------- | --------- | ------- | ---------------------------------------------------------- | --------- | ---------------- | ---------------------------------------------------------- | ---------------- | ----------------------- | ---------------------------------------------------------- | ----------------------- | ------- | ---------------------------------------------------------- | --------- |
| 1       | BR      | Robert Sánchez        | 4              | 0                                                          | 0              | 0      | 0                                                          | 0         | 0       | 0                                                          | 0         | 0                | 0                                                          | 0                | 0                       | 0                                                          | 0                       | 4       | 0                                                          | 0         |
| 2       | OB      | Axel Disasi           | 0              | 0                                                          | 0              | 0      | 0                                                          | 0         | 0       | 0                                                          | 0         | 2                | 0                                                          | 0                | 0                       | 0                                                          | 0                       | 2       | 0                                                          | 0         |
| 3       | OB      | Marc Cucurella        | 6              | 0                                                          | 0              | 0      | 0                                                          | 0         | 0       | 0                                                          | 0         | 0                | 0                                                          | 0                | 0                       | 0                                                          | 0                       | 6       | 0                                                          | 0         |
| 4       | OB      | Tosin Adarabioyo      | 1              | 0                                                          | 0              | 0      | 0                                                          | 0         | 0       | 0                                                          | 0         | 0                | 0                                                          | 0                | 0                       | 0                                                          | 0                       | 1       | 0                                                          | 0         |
| 5       | OB      | Benoît Badiashile     | 0              | 0                                                          | 0              | 0      | 0                                                          | 0         | 1       | 0                                                          | 0         | 1                | 0                                                          | 0                | 1                       | 0                                                          | 0                       | 3       | 0                                                          | 0         |
| 6       | OB      | Levi Colwill          | 3              | 0                                                          | 0              | 0      | 0                                                          | 0         | 0       | 0                                                          | 0         | 0                | 0                                                          | 0                | 0                       | 0                                                          | 0                       | 3       | 0                                                          | 0         |
| 7       | ÚT      | Pedro Neto            | 5              | 0                                                          | 0              | 0      | 0                                                          | 0         | 0       | 0                                                          | 0         | 0                | 0                                                          | 0                | 0                       | 0                                                          | 0                       | 5       | 0                                                          | 0         |
| 8       | ZÁ      | Enzo Fernández        | 1              | 0                                                          | 0              | 0      | 0                                                          | 0         | 0       | 0                                                          | 0         | 0                | 0                                                          | 0                | 0                       | 0                                                          | 0                       | 1       | 0                                                          | 0         |
| 10      | ÚT      | Mychajlo Mudryk       | 0              | 0                                                          | 0              | 0      | 0                                                          | 0         | 0       | 0                                                          | 0         | 0                | 0                                                          | 0                | 0                       | 0                                                          | 0                       | 0       | 0                                                          | 0         |
| 11      | ÚT      | Noni Madueke          | 3              | 0                                                          | 0              | 0      | 0                                                          | 0         | 0       | 0                                                          | 0         | 0                | 0                                                          | 0                | 0                       | 0                                                          | 0                       | 3       | 0                                                          | 0         |
| 12      | BR      | Filip Jörgensen       | 0              | 0                                                          | 0              | 0      | 0                                                          | 0         | 0       | 0                                                          | 0         | 0                | 0                                                          | 0                | 1                       | 0                                                          | 0                       | 1       | 0                                                          | 0         |
| 13      | BR      | Marcus Bettinelli     | 0              | 0                                                          | 0              | 0      | 0                                                          | 0         | 0       | 0                                                          | 0         | 0                | 0                                                          | 0                | 0                       | 0                                                          | 0                       | 0       | 0                                                          | 0         |
| 14      | ÚT      | João Félix            | 2              | 0                                                          | 0              | 0      | 0                                                          | 0         | 2       | 0                                                          | 0         | 0                | 0                                                          | 0                | 0                       | 0                                                          | 0                       | 4       | 0                                                          | 0         |
| 15      | ÚT      | Nicolas Jackson       | 4              | 0                                                          | 0              | 0      | 0                                                          | 0         | 0       | 0                                                          | 0         | 1                | 0                                                          | 0                | 0                       | 0                                                          | 0                       | 5       | 0                                                          | 0         |
| 17      | ZÁ      | Carney Chukwuemeka    | 0              | 0                                                          | 0              | 0      | 0                                                          | 0         | 0       | 0                                                          | 0         | 0                | 0                                                          | 0                | 0                       | 0                                                          | 0                       | 0       | 0                                                          | 0         |
| 18      | ÚT      | Christopher Nkunku    | 1              | 0                                                          | 0              | 0      | 0                                                          | 0         | 0       | 0                                                          | 0         | 0                | 0                                                          | 0                | 0                       | 0                                                          | 0                       | 1       | 0                                                          | 0         |
| 19      | ÚT      | Jadon Sancho          | 1              | 0                                                          | 0              | 0      | 0                                                          | 0         | 0       | 0                                                          | 0         | 0                | 0                                                          | 0                | 0                       | 0                                                          | 0                       | 1       | 0                                                          | 0         |
| 20      | ZÁ      | Cole Palmer           | 3              | 0                                                          | 0              | 0      | 0                                                          | 0         | 0       | 0                                                          | 0         | 0                | 0                                                          | 0                | 0                       | 0                                                          | 0                       | 3       | 0                                                          | 0         |
| 21      | OB      | Ben Chilwell          | 0              | 0                                                          | 0              | 0      | 0                                                          | 0         | 0       | 0                                                          | 0         | 0                | 0                                                          | 0                | 0                       | 0                                                          | 0                       | 0       | 0                                                          | 0         |
| 22      | ZÁ      | Kiernan Dewsbury-Hall | 0              | 0                                                          | 0              | 0      | 0                                                          | 0         | 0       | 0                                                          | 0         | 1                | 0                                                          | 0                | 0                       | 0                                                          | 0                       | 1       | 0                                                          | 0         |
| 24      | OB      | Reece James           | 0              | 0                                                          | 0              | 0      | 0                                                          | 0         | 0       | 0                                                          | 0         | 0                | 0                                                          | 0                | 0                       | 0                                                          | 0                       | 0       | 0                                                          | 0         |
| 25      | ZÁ      | Moisés Caicedo        | 3              | 0                                                          | 0              | 0      | 0                                                          | 0         | 0       | 0                                                          | 0         | 0                | 0                                                          | 0                | 0                       | 0                                                          | 0                       | 3       | 0                                                          | 0         |
| 27      | OB      | Malo Gusto            | 2              | 0                                                          | 0              | 0      | 0                                                          | 0         | 0       | 0                                                          | 0         | 0                | 0                                                          | 0                | 0                       | 0                                                          | 0                       | 2       | 0                                                          | 0         |
| 29      | OB      | Wesley Fofana         | 6              | 0                                                          | 0              | 0      | 0                                                          | 0         | 0       | 0                                                          | 0         | 0                | 0                                                          | 0                | 0                       | 0                                                          | 0                       | 6       | 0                                                          | 0         |
| 31      | ZÁ      | Cesare Casadei        | 0              | 0                                                          | 0              | 0      | 0                                                          | 0         | 0       | 0                                                          | 0         | 0                | 0                                                          | 0                | 1                       | 1                                                          | 0                       | 1       | 1                                                          | 0         |
| 32      | ÚT      | Tyrique George        | 0              | 0                                                          | 0              | 0      | 0                                                          | 0         | 0       | 0                                                          | 0         | 0                | 0                                                          | 0                | 0                       | 0                                                          | 0                       | 0       | 0                                                          | 0         |
| 37      | ZÁ      | Omari Kellyman        | 0              | 0                                                          | 0              | 0      | 0                                                          | 0         | 0       | 0                                                          | 0         | 0                | 0                                                          | 0                | 0                       | 0                                                          | 0                       | 0       | 0                                                          | 0         |
| 38      | ÚT      | Marc Guiu             | 0              | 0                                                          | 0              | 0      | 0                                                          | 0         | 0       | 0                                                          | 0         | 0                | 0                                                          | 0                | 0                       | 0                                                          | 0                       | 0       | 0                                                          | 0         |
| 40      | OB      | Renato Veiga          | 2              | 0                                                          | 0              | 0      | 0                                                          | 0         | 0       | 0                                                          | 0         | 1                | 0                                                          | 0                | 1                       | 0                                                          | 0                       | 4       | 0                                                          | 0         |
| 45      | ZÁ      | Roméo Lavia           | 0              | 0                                                          | 0              | 0      | 0                                                          | 0         | 0       | 0                                                          | 0         | 0                | 0                                                          | 0                | 0                       | 0                                                          | 0                       | 0       | 0                                                          | 0         |
| 47      | BR      | Lucas Bergström       | 0              | 0                                                          | 0              | 0      | 0                                                          | 0         | 0       | 0                                                          | 0         | 0                | 0                                                          | 0                | 0                       | 0                                                          | 0                       | 0       | 0                                                          | 0         |
| 51      | ZÁ      | Samuel Rak-Sakyi      | 0              | 0                                                          | 0              | 0      | 0                                                          | 0         | 0       | 0                                                          | 0         | 0                | 0                                                          | 0                | 0                       | 0                                                          | 0                       | 0       | 0                                                          | 0         |
| Celkově | Celkově | Celkově               | 50             | 0                                                          | 0              | 0      | 0                                                          | 0         | 3       | 0                                                          | 0         | 10               | 1                                                          | 0                | 0                       | 0                                                          | 0                       | 63      | 1                                                          | 0         |

## Domácí návštěvnost
Aktuální k 3. 2. 2025.
| Soutěž           | Celkově | Zápasy | Průměrně |
| ---------------- | ------- | ------ | -------- |
| Premier League   | 475 481 | 12     | 39 623   |
| FA Cup           | 38 998  | 1      | 38 998   |
| EFL Cup          | 38 868  | 1      | 38 868   |
| Konferenční liga | 153 220 | 4      | 38 305   |
| Celkově          | 706 567 | 18     | 39 254   |

## Ocenění

### Hráči
| Číslo | Pozice | Hráč            | Cena                                    | Zdroj   |
| ----- | ------ | --------------- | --------------------------------------- | ------- |
| 20    | ÚT     | Cole Palmer     | Srpen 2024 Premier League Gól měsíce    | [ 130 ] |
| 20    | ÚT     | Cole Palmer     | Září 2024 Hráč měsíce Premier League    | [ 131 ] |
| 15    | ÚT     | Nicolas Jackson | Říjen 2024 Premier League Gól měsíce    | [ 132 ] |
| 1     | BR     | Robert Sánchez  | Říjen 2024 Premier League Zákrok měsíce | [ 133 ] |

### Trenér
| Trenér       | Cena                                          | Zdroj   |
| ------------ | --------------------------------------------- | ------- |
| Enzo Maresca | Září 2024 Premier League Manager of the Month | [ 134 ] |